# Olha Sowhyrja

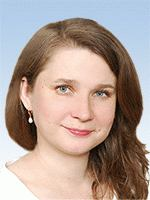
Olha Sowhyrja (2019)

Olha Wolodymyriwna Sowhyrja (ukrainisch Ольга Володимирівна Совгиря, wiss. Transliteration Olʹha Volodymyrivna Sovhyrja; * 6. August 1980 in Kiew) ist eine ukrainische Juristin. Seit 2022 ist sie Richterin am Verfassungsgericht der Ukraine.

## Leben und Wirken
Sowhyrja studierte Rechtswissenschaften an der Nationalen Taras-Schewtschenko-Universität Kiew, wo sie 2003 ihren Abschluss machte. Dem schloss sie ein Postgraduiertenstudium in Kiew an und arbeitete parallel als Spezialistin der Kategorie I am ukrainischen Institut für gewerbliches Eigentum. 2005 wurde sie mit einer verfassungsrechtlichen Arbeit über den Rechtsstatus der parlamentarischen Opposition zur Kandidatin der Wissenschaften ernannt. Seitdem war sie Assistentin und ab Juni 2008 außerordentliche Professorin am Lehrstuhl für Verfassungs- und Verwaltungsrecht der juristischen Fakultät der Nationalen Taras-Schewtschenko-Universität Kiew. 2013 wurde sie in Kiew mit einer verfassungsrechtlichen Arbeit über die Stellung der ukrainischen Regierung nach der Verfassung zur Dr. iur. promoviert. Ab September 2015 hatte sie einen ordentlichen Lehrstuhl für Verfassungsrecht an der Nationalen Taras-Schewtschenko-Universität Kiew inne. Hier forschte sie insbesondere zum ukrainischen Verwaltungs- und Verfassungsrecht.
2019 wurde Sowhyrja als Abgeordnete für die Liste von Sluha narodu in die Werchowna Rada, das Parlament der Ukraine gewählt. Hier war sie stellvertretende Vorsitzende des Ausschusses für Rechtspolitik und Vorsitzende des Unterausschusses für politische Reformen und Verfassungsrecht. Ab Oktober war sie zudem ständige Vertreterin der Werchowna Rada beim Verfassungsgericht der Ukraine. Mit Parlamentsbeschluss vom 27. Juli 2022 wurde sie selbst zur Richterin am Verfassungsgericht der Ukraine ernannt. Sie trat ihr Amt nach Ablegen des Amtseids am 2. August 2022 an.